# Fonsecaea pedrosoi
Fonsecaea pedrosoi é um fungo encontrado no solo e nas plantas e árvores em decomposição da América do Sul e Central.
É a causa mais comum de cromoblastomicose, um tipo de micose subcutânea, quando inoculados por corte ou perfuração com plantas/madeira. A cromoblastomicose por F. pedrosoi geralmente é uma doença crônica ocupacional, que afeta membros de agricultores e jardineiros.

## Cultivo

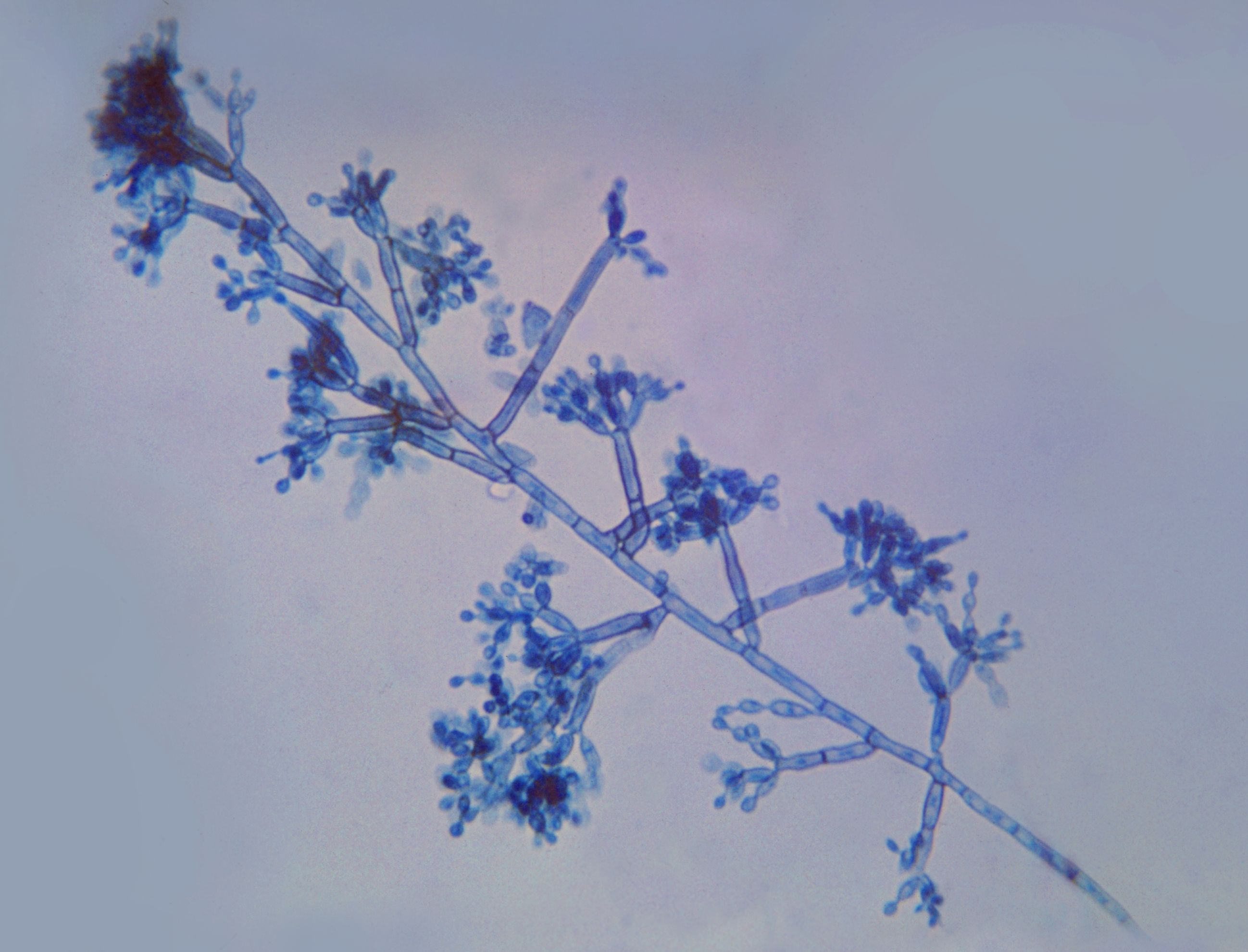
Hifas septadas, ramificadas, dematiáceos. Conidióforos rectos, dematiáceos.

Em meios típicos as colônias são de crescimento lento, planas a convexas, felpudas, verde oliva a negras com reverso negro. As células se organizam em sistemas fracamente ramificados, com dentículos proeminentes. Conídios pardos e arredondados formam cadeias curtas, hialinas, com paredes finas e lisas de 3,5-5 x 1,5-2mm.
Lipase positiva, amilase negativa, degradam urea e tirosina. Crescem melhor a 35oC.

## Tratamento
Cromoblastomicose por F. pedrosoi é mais demora mais para curar. Os tratamentos possíveis são:
- Itraconazol ou terbinafina, por via oral, com ou sem flucitosina;
- Excisão cirúrgica;
- Anfotericina B tópico;
- Criocirurgia com nitrogênio líquido.